# Kemal Bilbaşar
Kemal Bilbaşar (* 1910 in Çanakkale; † 21. Januar 1983 in Istanbul) war ein türkischer Lehrer und Schriftsteller, der zu den Vertretern der türkischen „Dorfliteratur“ zählt.
In Erzählungen und Romanen stellte er vorwiegend die täglichen Sorgen, Überzeugungen und Bräuche der unter Armut und Ungerechtigkeit leidenden Bewohner der anatolischen Steppe dar, „oft mit Humor, aber nie vom kritischen sozialen Realismus abweichend“, schreibt Olcay Önertay. Bilbaşar habe kurze Sätze, einen klaren und lebhaften, nicht selten mit lokalen Dialekten gefärbten Stil bevorzugt. 2006 nahm das türkische Erziehungsministerium seine Romane Cemo (1966) und Yonca Kız (1971) in die Listen der für Gymnasiasten beziehungsweise Grundschüler empfohlenen „100 wichtigsten literarischen Werke“ der Welt auf.

## Leben
Bilbaşars Vater, Polizeipräsident von Salonika, wird ermordet, als der Sohn zwei Jahre alt ist. Die junge Mutter flüchtet nach Anatolien, wo sie einen zivilen Beamten heiratet. Die Entbehrungen der Kriegszeit zwingen Kemal und seine Stiefgeschwister zu Kinderarbeit. Trotzdem kann er ein Lehrerseminar besuchen, wo er 1929 graduiert wird. Nach zwei Jahren als Grundschullehrer nimmt er ein Studium der Geschichte auf, das er 1935 abschließt. Er heiratet Bedia Bilge, eine Bildende Künstlerin. Er selbst spielt Geige. Das Paar hat zwei Kinder. Nach Ableistung seines Wehrdienstes lehrt Bilbaşar Geschichte und Geographie an der Karataş-Hochschule in Izmir.
Erste Beachtung als Schriftsteller findet er 1937 mit der Kurzgeschichte Çımacı Hasan. Ein Jahr darauf gründet er mit Freunden die literarische Monatszeitschrift Aramak (Die Suche). Seit 1939 – Erfolg mit dem Sammelband Anadolu'dan Hikayeler – bringt Bilbaşar Erzählungen, Rundfunk- und Theaterstücke sowie Romane hervor, ausgenommen die Jahre von 1945 bis 1952, in denen er aufgrund seiner sozialistischen Gesinnung verfolgt wird. Zwischen 1953 und 1971 schreibt er außerdem regelmäßig für die oppositionelle Tageszeitung Demokrat İzmir, daneben in zahlreichen anderen Blättern oder Magazinen. 1961 geht er (mit 51) in Ruhestand, um sich dem Schreiben intensiver widmen zu können. Ab 1966 wohnt er in Istanbul. Dieser Periode (bis zu seinem Tod 1983) verdankt Bilbaşar einige Bücher, darunter der Roman Cemo, für den er (1967) einen türkischen Literaturpreis erhält. Der Roman erschien auf Englisch in London 1976, auf Slowakisch in Bratislava 1982. Auch einige andere Bücher oder einzelne Erzählungen Bilbaşars wurden übersetzt.

## Werke

### Erzählungsbände
- Anadoludan Hikayeler, 1939
- Cevizli Bahçe, 1941, 1975
- Pazarlık, 1944
- Pembe Kurt, 1953
- Köyden Kentten Üç Buutlu Hikayeler, 1956, 1961
- Irgatların Öfkesi, 1971
- Kurbağa Çiftliği, 1976, 2010

### Romane
- Denizin Çağırışı, 1943, zuletzt 2008
- Ay Tutulduğu Gece, 1961, 1971
- Cemo, 1966, zuletzt 2010[5]
- Memo, 1969, zuletzt 2008
- Yeşil Gölge, 1970, 2003
- Yonca Kız, 1971, zuletzt 2010
- Başka Olur Ağaların Düğünü, 1972, zuletzt 2003
- Kölelik Dönemeci, 1977, 2003
- Bedoş, 1980, 2003
- Zühre Ninem, 1981, 2003

## Auszeichnungen
- Türk Dil Kurumu Roman Ödülü, 1967 (für Cemo)
- May Roman Ödülü, 1969 (für Yeşil Gölge)